# Galič (Rusija)
Galič (ruski: Галич) je grad u Kostromskoj oblasti u Rusiji. Nalazi se na južnoj obali jezera Galickoje.

## Stanovništvo
Broj stanovnika: 17,346.

## Zemljopisni smještaj
Malo je željezničko čvorište na Transsibirskoj pruzi.

## Povijest grada
Grad se prvi put spominje u kronikama 1234. kao Grad Merski (tj. grad na Merji). 
Postupno se razvio u jedno od najvećih središte vađenja soli u istočnoj Europi, pomračujući južniji grad Halič, po kojem je dobio ime. U 13. stoljeću, gradom je vladao mlađi brat Aleksandra Nevskog i ostao je u njegovoj liniji do 1363., kad je Moskovska kneževina zauzela kneževinu i izbacila vladajuću obitelj u Novgorod.
15. i 16. stoljeće se smatra zlatnim razdobljem Galiča. U to vrijeme je grad kontrolirao većinu ruske trgovine solju i krznima. Dmitrij Šemjaka i ostali lokalni kneževi su

## Arhitektura i znamenitosti
Povijesni spomenici u Galiču su građevine iz carskog razdoblja ruske povijesti. Posebice je vrijedno pozornosti viditi samostan Paisijev, utemeljen u prvoj polovici 14. stoljeća s peterokupolnom katedralom i trokupolnom crkvom iz 1642.